# Élections législatives moldaves de 2021
Les élections législatives moldaves de 2021 ont lieu de manière anticipée le 11 juillet 2021 afin de renouveler les 101 députés du Parlement moldave.
Les élections sont initialement prévues pour 2023. En raison de la crise constitutionnelle moldave de 2019, des élections anticipées sont un temps annoncées pour le 6 septembre 2019, avant d'être annulées à la suite de la confirmation dans ses fonctions du gouvernement Sandu. La chute de ce dernier le 12 novembre 2019 et son rapide remplacement par le gouvernement Chicu, suivi un an plus tard de l'élection de Sandu à la présidence, relancent la possibilité d'un avancement du scrutin. Celui-ci se concrétise avec la démission du gouvernement Chicu fin décembre et l'échec — organisé par la présidente — de deux candidats Premier ministre successifs à obtenir la confiance du Parlement début 2021.
Le scrutin s'avère une victoire décisive pour le Parti action et solidarité, qui remporte la majorité absolue des suffrages et assure à la présidente une confortable majorité des sièges au parlement. L'une de ses plus proches collaboratrices, Natalia Gavrilița, devient Première ministre le 6 août suivant.

## Contexte

### Difficile formation d'un gouvernement
Les élections de 2019 connaissent la plus faible participation depuis l'indépendance du pays et donnent lieu à un important renouvellement du Parlement. La division du Parlement entre trois formations aux vues irréconciliables mène cependant à un blocage institutionnel, qui conduit le président Igor Dodon à menacer de convoquer des élections anticipées.
Le Parti des socialistes obtient la majorité relative avec un tiers des sièges, devançant de peu le Parti démocrate au pouvoir. Il s'agit cependant des seuls partis du Parlement sortant à conserver des sièges. Le Parti libéral, partenaire de coalition des démocrates, perd tous ses sièges, tout comme le Parti des communistes, jusque là troisième force au Parlement. La coalition Parti action et solidarité-Plateforme vérité et dignité et le parti Șor font quant à eux leur entrée au Parlement en arrivant respectivement en troisième et quatrième position.
Une fois les résultats connus, le Parti des socialistes propose au Bloc électoral ACUM de former un gouvernement de coalition. Le Parti démocrate fait de même, allant jusqu'à proposer que le poste de Premier ministre revienne à un membre d'ACUM, malgré un nombre moins important de sièges. Le bloc électoral refuse néanmoins les deux propositions, suivant les intentions clairement affichées lors de sa campagne.
Le pays se retrouve dans une situation de blocage institutionnel le laissant sans gouvernement, du fait des positions irréconciliables des principaux partis. Aucune majorité absolue ne peut ainsi être atteinte sans un accord entre au moins deux des trois formations arrivés en tête. Or, le PSRM est favorable à un rapprochement avec la Russie, tandis que le PDM et l'alliance ACUM prône une adhésion à terme à l'Union européenne. Ces deux derniers ne parviennent pas non plus à s'entendre, l'ACUM s'étant construit en opposition au PDM et à la corruption, dont il accuse le parti au pouvoir.

### Crise constitutionnelle de 2019
Le blocage persiste ainsi pendant plus de trois mois. Cette situation conduit le président Igor Dodon à menacer de convoquer des élections anticipées. Le 15 mai, il fixe un ultimatum aux membres du Parlement, auquel il donne jusqu'à la mi-juin pour former un gouvernement, faute de quoi les électeurs moldaves retourneront aux urnes. Sous la pression des partenaires russes, américains et européens, les négociations reprennent le 4 juin entre les socialistes et la coalition ACUM.
La cour constitutionnelle accélère grandement les négociations en précisant le 7 juin que le gouvernement devra être formé sous trois mois à partir de l'annonce de sa confirmation des résultats officiels, effectuée le 9 mars, sous peine d'élections anticipées.

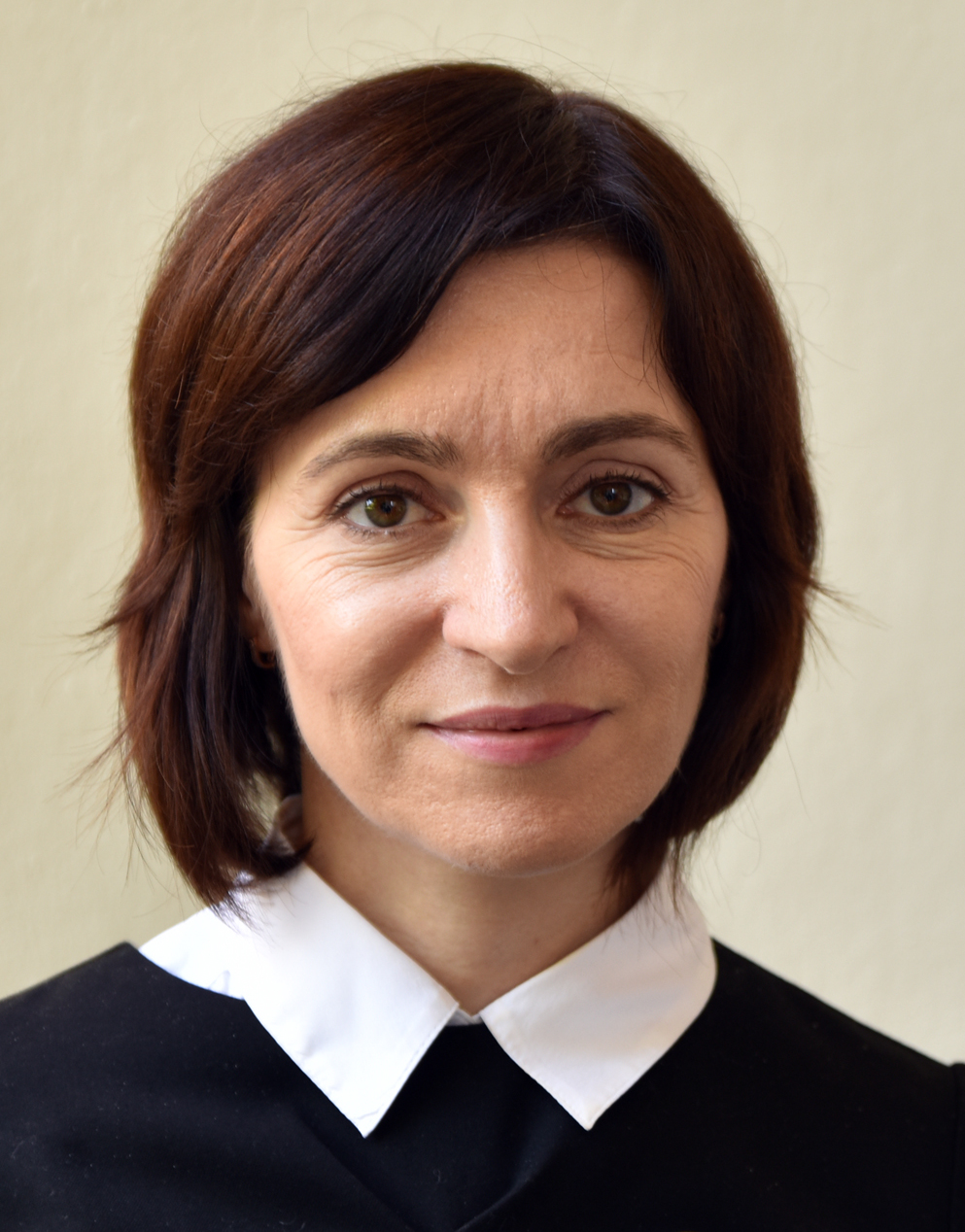
Maia Sandu.

Le 8 juin, un gouvernement de coalition entre ACUM et les socialistes est finalement formé, suivi d'un vote du Parlement portant Maia Sandu au poste de Premier ministre. Celle-ci est alors la dirigeante du parti Parti action et solidarité, membre avec la Plateforme vérité et dignité de l'alliance ACUM. Maia Sandu, farouche opposante au chef du Parti démocrate, Vladimir Plahotniuc, et au gouvernement démocrate qu'elle accuse régulièrement de corruption mafieuse, déclare que le nettoyage du pays va pouvoir commencer. L'accord avec les socialistes prévoit notamment la fédéralisation du pays pour résoudre la situation en Transniestrie, provoquant des accusations de « dépeçage du pays » par le gouvernement sortant.
Saisie par le PDM sur des divergences d'interprétation quant à la date butoir pour former un gouvernement, ainsi que sur le caractère obligatoire ou non d'une dissolution après celle-ci, la Cour constitutionnelle déclare la nomination de Sandu invalide, de même que toute décision du Parlement élu prise après le 7 juin. La Cour constitutionnelle fixe en effet à ce jour la date limite de formation d'un gouvernement pouvant éviter des élections anticipées, interprétant le délai de trois mois comme équivalant à exactement 90 jours. La cour interprète également le délai comme étant impératif, privant le Parlement de tout pouvoir passé celui-ci,.
Cette décision provoque la surprise dans le milieu politique ainsi que chez les observateurs, le délai de trois mois étant jusque là considéré comme transposant le 9 mars trois mois plus tard, ce qui portait le délai au 9 juin. La décision déclenche une vive polémique, la cour étant régulièrement accusée d'être aux mains des dirigeants du Parti démocrate au pouvoir, notamment après avoir annulé la victoire de l'opposition menée par Andrei Năstase aux élections municipales partielles de 2018 dans la capitale Chișinău.
Le 9 juin, le président Igor Dodon est relevé de ses fonctions pour avoir refusé d'appliquer la décision de la cour lui enjoignant de dissoudre le Parlement. Le Premier ministre démocrate Pavel Filip est chargé d'assurer l'intérim. Il dissout aussitôt le Parlement et convoque de nouvelles élections pour le 6 septembre. Dodon réagit en appelant la population à le soutenir pour surmonter la crise. Le 11 juin, le président Dodon annule la dissolution du Parlement.
Le 14 juin, Filip annonce la démission de son gouvernement afin de mettre fin à l'instabilité politique dans le pays. Il refuse cependant de reconnaître le gouvernement de Maia Sandu et maintient sa demande d'organisation de législatives anticipées. Les États-Unis, qui s'étaient jusque-là prudemment abstenus de soutenir l'un ou l'autre gouvernement, annonce dans un communiqué « se réjouir du changement démocratique en Moldavie » et de la décision du parti démocrate de se retirer. Selon une source anonyme cité par le New York Times, cette décision aurait eu lieu quelques heures après une rencontre entre une délégation de dirigeants du parti et l'ambassadeur américain en Moldavie, Dereck Morgan.
Le lendemain, Vlad Plahotniuc fuit le pays dans un avion privé, précisant sur les réseaux sociaux « ne plus se sentir en sécurité en Moldavie ». Le jour même, la Cour constitutionnelle annule l'ensemble de ses décisions à l'origine de la crise, réinstituant le Parlement dans ses prérogatives, et validant le gouvernement Sandu. Le président de la Cour, Mihai Poalelungi, annonce fonder cette décision « sur le fait que la Cour constitutionnelle était soumise à des pressions et n'était pas libre de rendre ses décisions ». La volte-face de la juridiction précipite le dénouement de la crise. Plahotniuc est rejoint dans sa fuite par le milliardaire Ilan Șor, dirigeant du parti portant son nom et accusé d'être à l'origine du scandale de la disparition d'un milliard de dollars des banques du pays. Leur départ est jugé comme visant à se prémunir d'actions en justice par le nouveau gouvernement. Le Centre national anti-corruption saisit le même jour les biens personnels de plusieurs suspects, dont Ilan Șor.
Le parti démocrate finit par reconnaître la légitimité du nouveau gouvernement par la voix de son vice-président Vladimir Cebotari, qui annonce que le parti va entrer dans l'opposition, permettant enfin à la situation politique de se normaliser. Les démocrates insistent par ailleurs sur le caractère temporaire du départ de Plahotniuc, avertissant la population de ne pas prêter attention aux « fausses informations ».

### Gouvernement ACUM-PSRM
Pleinement confirmée dans ses fonctions de Premier ministre, Maia Sandu déclare que « les dirigeants de ce clan mafieux, qui ont usurpé le pouvoir et terrorisé les citoyens de la République de Moldavie pendant de nombreuses années, ont quitté le pays. Nous voulons vous assurer que le système de justice deviendra fonctionnel ».
Dans les semaines qui suivent, Sandu renoue avec les réformes promises à l'Union européenne en 2014, affichant clairement son intention d'un nouveau rapprochement. La Première ministre précise ainsi : « Nous sommes conscients que nous autres Moldaves devons plancher davantage sur nos devoirs. Alors seulement nous verrons l'UE plus amène à faire avancer la Moldavie sur le chemin de l'intégration européenne. », ajoutant être ouverte à l'améliorations des relations commerciales avec la Russie, mais que cette dernière doit retirer ses troupes de Transnistrie.
L'alliance gouvernementale conclue avec les socialistes pro-russes est alors largement vue dans chacun des deux camps comme temporaire, le temps de finir le démantèlement des réseaux oligarchiques de Plahotniuc installés aux postes clés et le rétablissement de l'État de droit dans le pays, avant la tenue d'élections anticipées,. Fin juillet, l'Union européenne reprend ses versements d'aides au développement et au programme de réformes visant à permettre le renforcement de l'État de droit et la conclusion à terme d'un accord de libre échange.

### Changement de gouvernement

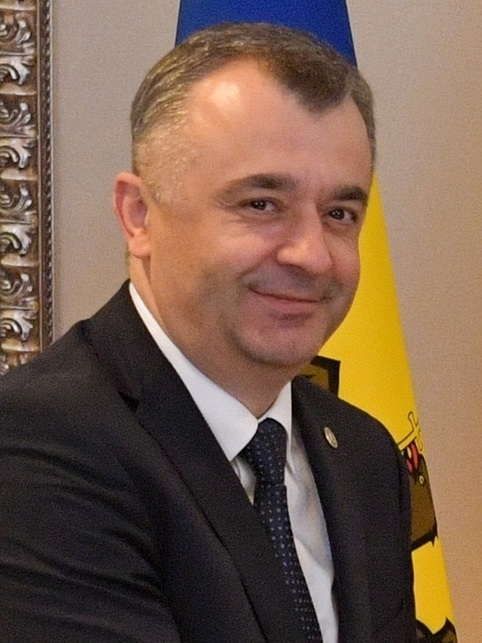
Ion Chicu.

Au cours des cinq mois suivant la formation du gouvernement, le Parti démocrate s'effondre dans les sondages, en faveur de la coalition ACUM et surtout des socialistes, qui remportent les élections municipales d'octobre et novembre 2019, notamment dans la capitale Chișinău où Ion Ceban l'emporte au second tour par 52,39 % des voix contre le candidat de l'ACUM Andrei Nastase,.
Moins d'une semaine plus tard, le Parti des socialistes fait tomber le gouvernement Sandu. Un désaccord sur une réforme du mode d'élection du procureur de la République, voulue par la Première ministre, mène le 6 novembre au dépôt par les socialistes d'une motion de censure, qui est votée avec le soutien des démocrates six jours plus tard par 63 voix sur 101. Les différentes formations politiques disposent alors de trois mois pour s'entendre sur un nouveau gouvernement, faute de quoi le Parlement sera dissous, entraînant des élections législatives anticipées,.
Dès le lendemain, le président Igor Dodon nomme Ion Chicu candidat au poste de Premier ministre. Ancien ministre de l'Économie et proche conseiller du président, Chicu est présenté par ce dernier comme un technocrate indépendant. Il dispose alors de quinze jours pour former un gouvernement et obtenir la confiance du Parlement,. Son gouvernement, uniquement composé d'indépendants proches du président ou ayant participé à des gouvernements démocrates, est approuvé le lendemain par les votes combinés des socialistes et des démocrates. Chicu déclare dès le lendemain que son gouvernement assurera un rôle de transition jusqu'aux prochaines élections. Le gouvernement se maintient cependant, tandis qu'un remaniement le 16 mars y fait entrer plusieurs ministres du Parti démocrate qui s'ajoutent à ceux socialistes, cimentant l'alliance de circonstance entre les deux formations. Une partie des élus démocrates font néanmoins défection pour former le parti Pro Moldavie.
Le président de la République affirme dans l'entre deux tours de l'élection présidentielle de novembre 2020 qu'une fois passée celle ci, la situation au sein de la coalition devra être revue dans la mesure où le gouvernement ne dispose plus de la majorité absolue au Parlement en raison de la dissidence de la moitié des députés du PDM. Le président du PDM Pavel Filip annonce en retour le 7 novembre 2020 le retrait de son parti de la majorité parlementaire. Le Premier ministre Ion Chicu orchestre en conséquence un remaniement ministériel deux jours plus tard et remplace les cinq ministres choisis par les démocrates par des indépendants, dont deux anciens membres de son équipe qui retrouvent leurs ex-ministères.

### Élection de Maia Sandu à la présidence
L'élection présidentielle de novembre 2020 prend comme celle de 2016 la forme d'un vote sur les liens internationaux du pays, le second tour voyant s'affronter le président sortant Igor Dodon, pro russe, à l'ancienne première ministre Maia Sandu, favorable à un rapprochement avec l'Union européenne. Contrairement à l'élection de 2016, Maia Sandu se qualifie en tête du premier tour l'opposant à Igor Dodon, avant de remporter le second tour avec un peu plus de 57 % des voix.
L'issue du scrutin est perçu comme une baisse de l'influence russe dans le pays, aidé par la réputation d'« incorruptible » de la candidate pro-européenne, dont la probité personnelle fait l'objet d'un « quasi-consensus », en opposition à un président sortant visés par de multiples accusations de corruption,.
Des élections anticipées sont jugées probables, les forces pro européennes alliées à Maia Sandu étant minoritaires au Parlement élu en 2019. À la suite du vote par le Parlement d'une loi retirant au président le contrôle des services de renseignement, des milliers de personnes manifestent à Chișinău le 6 décembre à l'appel de la présidente élue pour réclamer la démission du gouvernement Chicu et des élections législatives anticipées. La loi est finalement suspendue le 8 décembre par la Cour constitutionnelle. Deux jours plus tard, cette dernière confirme les résultats de la présidentielle remportée par Maia Sandu, dont l'investiture intervient le 23 décembre.
Entre-temps, le 7 novembre 2020, le président du PDM Pavel Filip annonce que son parti se retire de la majorité parlementaire après que le président de la République a affirmé qu'une fois passée l'élection présidentielle, la situation au sein de la coalition devra être revue dans la mesure où le gouvernement ne dispose plus de la majorité absolue au Parlement en raison de la dissidence de la moitié des députés du PDM ; Ion Chicu orchestre en conséquence un remaniement ministériel deux jours plus tard et remplace les cinq ministres choisis par les démocrates, par des indépendants, dont deux anciens membres de son équipe qui retrouvent leurs ex-ministères.
Devenu minoritaire au Parlement avec le retrait des élus démocrates, le gouvernement se retrouve fin décembre sous la menace d'une motion de censure prévue le 23 décembre 2020. Quelques heures avant la mise au vote de la motion, cependant, Ion Chicu remet sa démission et celle de ses ministres, après s'être entretenu avec le président de la République Igor Dodon et la présidente du Parlement Zinaida Greceanîi. Il explique cette décision par l'objectif de dissoudre l'assemblée parlementaire et convoquer des élections législatives anticipées,. Le ministre des affaires étrangères Aurel Ciocoi est nommé Premier ministre par intérim le 31 décembre par la nouvelle président.

### Élections anticipées
|  |

Maia Sandu cherche pendant plusieurs mois à provoquer des législatives anticipées pour bénéficier d'une majorité la soutenant au Parlement. La présidente ne dispose cependant pas du pouvoir de provoquer seule un tel scrutin. Pour ce faire, la constitution requiert l'échec de deux gouvernements successifs à obtenir la confiance du Parlement dans un délai de 45 jours après le premier vote de confiance, ou bien une absence de législation votée pendant une période continue de trois mois,.
À la suite d'un avis de la Cour constitutionnelle réitérant que les députés n'ont pas le pouvoir de dissoudre le Parlement par le vote d'une motion, la cheffe de l’État annonce le 27 janvier charger l'ancienne ministre des Finances Natalia Gavrilița de former un nouveau gouvernement,. Ce dernier est annoncé le 5 février suivant.
La présidente Sandu appelle à ne pas voter pour le gouvernement, soutenue en cela par le Parti action et solidarité— dont est également issue Gavrilița — qui annonce qu'il ne votera pas la confiance, de même que son allié de la Plateforme vérité et dignité. De son côté, le Parti des socialistes de la république de Moldavie ainsi que ses alliés de Pro Moldova et du Parti Șor, voulant éviter des législatives anticipées, laissent entendre être prêts à voter la confiance. Le pays se retrouve ainsi dans la situation paradoxale où le parti du chef du gouvernement ne souhaite pas voter la confiance afin de provoquer des élections, tandis que les partis d'opposition s'y déclarent favorables afin d'éviter un scrutin qu'ils seraient susceptibles de perdre.
Le 11 février, Gavrilița prononce devant les parlementaires un discours au cours duquel elle accuse avec virulence les soutiens de la majorité précédente d'avoir dégradé la situation démocratique du pays en faisant chuter le gouvernement Sandu en 2019 dans le but de poursuivre leurs activités basées sur la corruption. Elle poursuit en fustigeant une assemblée ayant perdu selon elle tout lien avec la volonté populaire, votant aveuglement les lois du président sortant ou celles servant leur propre intérêt, avant de réaffirmer la position de son parti sur la nécessité d'organiser des élections anticipées. Interrompue par la présidente du Parlement et cheffe de file du parti socialiste Zinaida Greceanîi, qui lui demande de témoigner du respect pour l'assemblée au sein de laquelle elle se trouve, Gavrilița rétorque avoir surtout un immense respect pour les citoyens de Moldavie, et ne se tenir à la plus haute tribune du pays que pour mieux s'adresser à eux. Le vote de confiance organisé dans la foulée voit le Parlement refuser à l'unanimité la confiance au gouvernement. Le même jour, 54 députés issus du PSRM, de Pro-Moldova ainsi que du Parti Șor signent une lettre adressée à Maia Sandu dans laquelle ils se déclarent prêt à soutenir un gouvernement mené par Mariana Durlesteanu, également ancienne ministre des Finances au sein du gouvernement du Parti des communistes de 2008 à 2009. Sandu rejette cette proposition et le soir même charge à nouveau Gavrilița de former un gouvernement,,. Le 23 février, sa nomination est invalidée par la Cour constitutionnelle, qui juge que la candidature de Durlesteanu aurait d'abord dû être soumise au vote du Parlement.
Le 16 mars cependant, Mariana Durlesteanu retire sa candidature à la surprise du Parti socialiste, annonçant ne pas vouloir provoquer un conflit de politique interne. Son retrait intervient peu après la publication par l'organisation de journalisme d'investigation RISE Project d'un article sur les biens immobiliers de Durlesteanu à Londres, acquis lorsqu'elle y était ambassadrice. Le jour même, Maia Sandu charge le dirigeant du parti Parti action et solidarité , Igor Grosu de former un gouvernement. Les socialistes tentent dès le lendemain de nommer pour candidat l'ambassadeur en Russie Vladimir Golovatiuc avec le soutien de leur majorité,. Le 22 mars cependant, la Cour constitutionnelle juge valide la candidature d'Igor Grosu, qui est par conséquent soumise au vote du Parlement en première. Ce dernier intervient le 25, et voit le gouvernement Grosu échouer de manière automatique à obtenir la confiance du Parlement, le quorum de membres présents nécessaire à l'obtention du vote n'étant pas réuni. Le parti des socialistes, Pro Moldova et le parti Shor décident en effet de boycotter la séance, qualifiant le processus de « farce » et de « pièce de théâtre ». Seuls 43 députés sont par conséquent présents lors du vote, là où la constitution impose de réunir les voix de la majorité absolue du total des membres, soit 51 députés,.
Le 29 mars, bien qu'elle ne soit pas légalement tenue de le faire, Maia Sandu demande à la Cour constitutionnelle de constater l'échec de deux gouvernements à obtenir la confiance du Parlement dans un délai de quarante-cinq jours, ce que la Cour confirme le 15 avril, ouvrant la voie à la convocation des élections anticipées,,. Entre-temps, le 31 mars, cependant, le Parlement décrète l'état d'urgence pour deux mois — au cours duquel des élections ne peuvent légalement être organisées — en raison de la crise sanitaire liée à la pandémie de Covid-19. La décision du Parlement est suspectée d'avoir directement pour objectif de retarder la tenue du scrutin, aucune autre mesure n'ayant été prise contre la pandémie,,. Le 28 avril, la Cour constitutionnelle juge invalide la mise en place de l'état d'urgence, la nécessité de confier des pouvoirs accrus à l'exécutif ayant été insuffisamment justifiée, et son décret effectué sous un Premier ministre par intérim et non de plein exercice,. Dans l'heure qui suit, Maia Sandu procède à la dissolution du parlement et convoque des élections anticipées pour le 11 juillet 2021.

## Système électoral

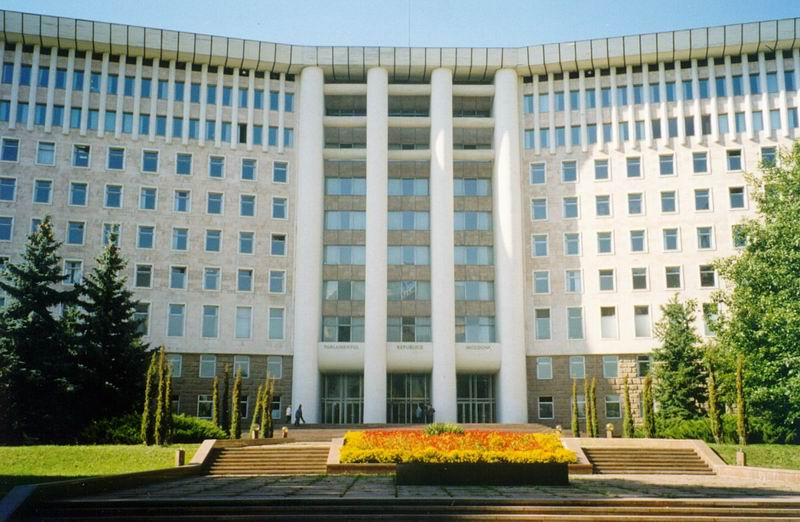
Façade du Parlement.

La Moldavie est dotée d'un Parlement monocaméral (Parlamentul Republicii Moldova) composé de 101 députés élus pour un mandat de quatre ans au scrutin proportionnel plurinominal avec listes fermées et seuil électoral de 5 % dans une unique circonscription nationale. Ce seuil passe à 7 % pour les listes présentées conjointement par deux partis et à 11 % pour les listes présentées par des coalitions de trois partis ou plus. Dans le cas de candidats sans étiquettes, le seuil est abaissé à 2 %,.
Il s'agit d'un retour à un système intégralement proportionnel, après un bref passage à un système mixte en juillet 2017,,. La loi électorale alors votée par le Parti démocrate de l'oligarque Vladimir Plahotniuc avec le soutien des socialistes suscite une vive polémique dans le pays, et est longtemps jugée susceptible de faire l'objet d'un référendum avant l'élection. Bien que déconseillée par la commission européenne et la commission de Venise, la nouvelle loi électorale est cependant appliquée lors des législatives de 2019, qui sont ainsi mises en œuvre selon un mode de scrutin parallèle dans lequel étaient à pourvoir 51 sièges au scrutin uninominal majoritaire à un tour dans autant de circonscriptions électorales, auxquels se rajoutaient 50 sièges pourvus au scrutin proportionnel plurinominal de liste avec seuil électoral de 6 % dans une unique circonscription nationale. Ce seuil passait à 9 % pour les listes présentées conjointement par deux partis et à 11 % pour les listes présentées par des coalitions de trois partis ou plus. Dans le cas de candidats sans étiquettes, le seuil était abaissé à 2 %,.
L'alternance politique qui succède aux élections de 2019 voit la nouvelle coalition PSRM-ACUM voter le 31 juillet 2019 un retour à la proportionnelle intégrale par 57 voix pour sur 101. Outre ce changement, les députés modifient plusieurs autres points. Les seuils électoraux sont abaissés d'un pour cent, et le dernier jour précédant le scrutin se voit frappé d'une interdiction de faire campagne .
Le montant maximum des donations faites aux partis politiques pour leurs campagnes électorales est abaissé, tandis que les Moldaves vivant à l'étranger sont autorisés à en faire. Les citoyens moldaves domiciliés hors du pays disposent également de deux jours pour voter dans les bureaux ouverts dans leurs pays de résidence, tant qu'ils disposent d'un passeport valide. Ces dispositions visant à favoriser la participation de la diaspora sont mises en place dans un contexte de forte émigration de la population depuis plusieurs années. En 2019, plus d'un million de citoyens moldaves sur les trois millions et demi composant la population du pays vivent et travaillent à l'étranger. Ceux-ci sont répartis à peu près à parts égales entre l’Europe de l'Ouest, la Russie et l'Amérique du Nord, et enverraient environ 1,83 milliard de dollars chaque année à leurs familles restées au pays, soit 16,1 % de son PIB
Depuis 2017, les listes sont obligatoirement composées d'un minimum de 40 % de candidats de l'un ou l'autre sexe. La loi électorale n'impose cependant pas l'alternance des sexes des candidats sur les listes,.

## Forces en présence
| Partis | Partis                                                                                                 | Idéologie                                                                                             | Chef de file                   | Résultats en 2019           |
| ------ | --- | --- | ------------------------------ | --------------------------- |
|        | Bloc électoral des communistes et socialistes Blocul Electoral al Comuniștilor și Socialiștilor (BECS) | Gauche à extrême gauche Socialisme démocratique, euroscepticisme, nationalisme de gauche, russophilie | Vladimir Voronin et Igor Dodon | 34,90 % des voix 35 députés |
|        | Parti démocrate Partidul Democrat din Moldova (PDM)                                                    | Centre gauche Social-démocratie, europhilie                                                           | Pavel Filip                    | 23,62 % des voix 30 députés |
|        | Parti action et solidarité Partidul Acțiune și Solidaritate (PAS)                                      | Centre droit Social-libéralisme, europhilie                                                           | Igor Grosu                     | 26,84 % des voix 26 députés |
|        | Plateforme vérité et dignité Partidul Platforma Demnitate și Adevăr (DA)                               | Centre droit Populisme, europhilie                                                                    | Andrei Năstase                 | 26,84 % des voix 26 députés |
|        | Parti Șor                                                                                              | Droite Conservatisme, russophilie                                                                     | Ilan Șor                       | 8,32 % des voix 7 députés   |
|        | Bloc électoral Renato Usatîi Blocul electoral Renato Usatîi                                            | Attrape-tout Populisme, euroscepticisme, russophilie                                                  | Renato Usatîi                  | 3,02 % des voix 0 députés   |

## Campagne

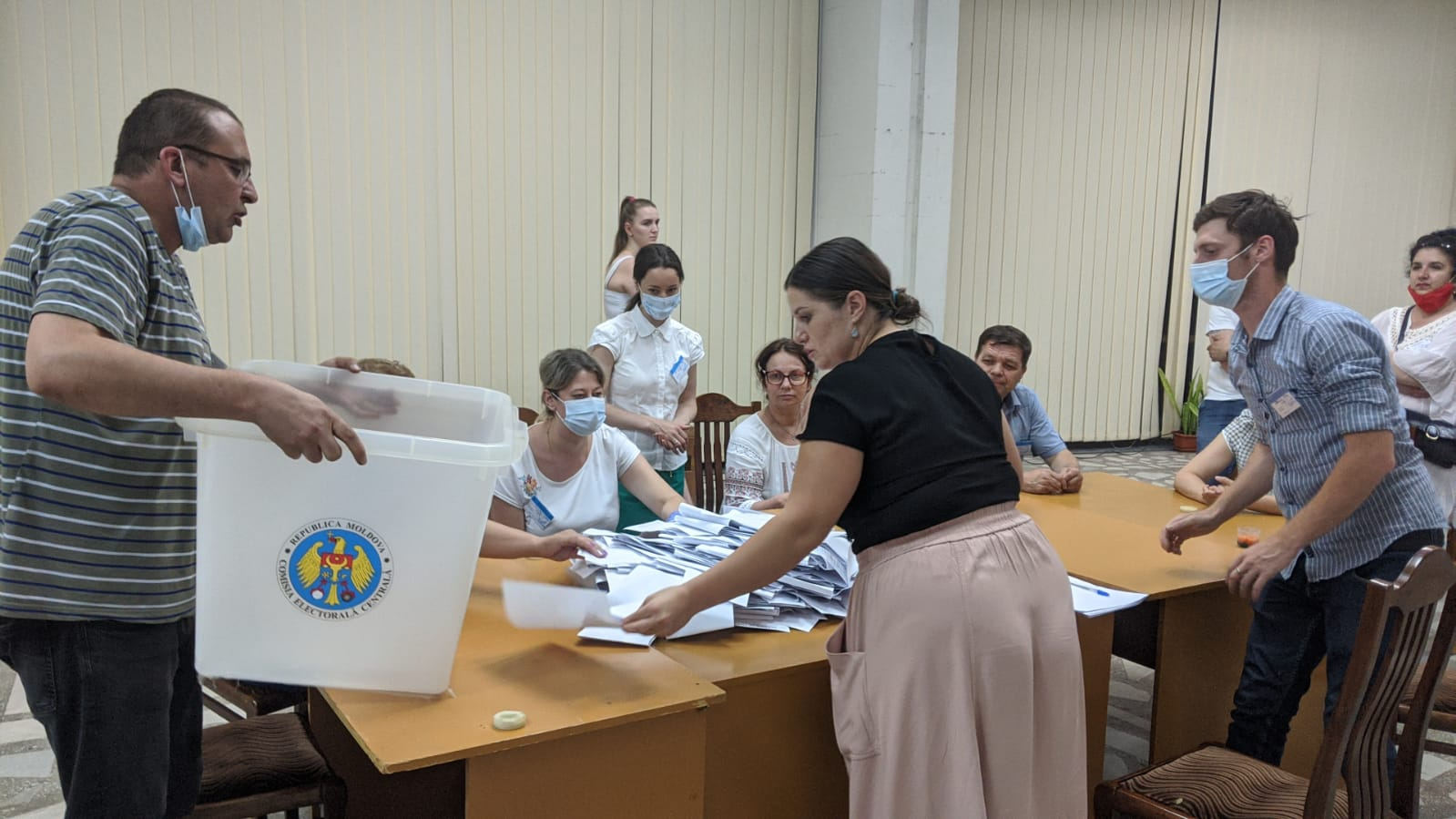
Dépouillement dans un bureau de vote à Chisinau

Contrairement à 2019, le Parti action et solidarité (PAS ) de Maia Sandu — désormais mené par Igor Grosu — se présente seul, sa coalition avec la Plateforme vérité et dignité (DA) au sein du Bloc électoral ACUM (DA-PAS) ayant pris fin lors de l'élection présidentielle de 2020 au cours de laquelle les deux partis ne parviennent pas à s'accorder sur un candidat unique, DA présentant pour candidat son dirigeant Andrei Năstase. Porté par un programme réformiste notamment favorable à un resserrement des liens avec l'Union européenne mais avant tout concentré sur la lutte contre la corruption, le PAS devient le grand favori des élections au cours des semaines précédant le vote, plusieurs sondages lui attribuant la majorité absolue des suffrages. Son avance est jugée telle qu'il pourrait atteindre une majorité qualifiée de deux tiers des sièges dans le cas où une seule autre formation franchirait le seuil électoral.
Le Parti des socialistes (PSRM) d'Igor Dodon et le Parti des communistes (PCRM) de Vladimir Voronin forment le 12 mai une coalition sous le nom de Bloc électoral des communistes et socialistes. Les relations entre les deux partis étaient tendues depuis le départ d'Igor Dodon et de la moitié des députés du parti des communistes dix ans plus tôt. Le groupe avait alors voté pour Nicolae Timofti à la présidentielle de 2011, contre le candidat des communistes, entrainant de nombreuses accusations de traitrise à l'encontre de Dodon,. La réunion des deux rivaux est attribuée à l'influence de la Russie, sous l'égide du député Taisaev Kazbek, spécialiste de la Moldavie pour le Kremlin qui effectue un déplacement à Chisinau peu avant l'accord. La perte d'influence d'Igor Dodon au profit de Voronin après sa défaite à la présidentielle se traduit par un placement des alliés du second aux meilleures positions de la liste communes. Encouragé par Moscou, le Bloc fait campagne sur une diabolisation de l'Union européenne, de l'OTAN et de Maia Sandu, accusée de « vendre le pays aux étrangers ».
Troisième homme du scrutin présidentiel, Renato Usatîi forme le Bloc électoral Renato Usatîi (BERU) en coalisant son parti Notre Parti (PN) avec le Parti de la mère patrie (PP). Usatîi avait fait campagne à la présidentielle sur des promesses dont celle de la lutte contre la corruption parfois qualifiées de populistes et anti systèmes. Russophone affirmé, mais partisan d'un rapprochement économique avec la Roumanie et l'Ukraine, il est alors un farouche opposant au président Igor Dodon, contre lequel il organise plusieurs manifestations, et annonce son intention de le poursuivre en justice une fois élu,. Il appelle notamment dans l'entre-deux-tours à voter contre Igor Dodon, sans pour autant soutenir directement Maia Sandu.
L'effondrement du Parti démocrate (PDM) au profit de Pro Moldova se poursuit au cours de la campagne, ce dernier récupérant une partie de ses députés sous la direction d'Andrian Candu, occupant son positionnement de parti de centre droit libéral et europhile.
L'ancien Premier ministre et membre du PSRM Ion Chicu annonce pour sa part la création du Parti moldave pour le développement et la consolidation (PDCM). Réunissant plusieurs anciens ministres, il se donne pour principal objectif de réunir les conditions pour l'intégration du pays dans l'Union européenne.
La campagne voit également l'irruption sur la scène politique moldave de l'Alliance pour l'unité des Roumains (AUR), qui se veut le pendant moldave du parti de droite nationaliste roumain du même nom, l'un des principaux du voisin d'outre-Prout. Le parti promeut ainsi le mouvement unioniste visant à l'unification des deux pays.

## Sondages
Le graphique qui aurait dû être présenté ici ne peut pas être affiché car il utilise l'ancienne extension Graph, désactivée pour des questions de sécurité. Des indications pour créer un nouveau graphique avec la nouvelle extension Chart sont disponibles ici.

## Résultats

### Nationaux
|                                               |                                                         |                                                         |                                                         |                           |           |       |       |        |               |  |  |
| Parti                                         | Parti                                                   | Parti                                                   | Parti                                                   | Parti                     | Voix      | %     | +/-   | Sièges | +/-           |  |  |
|                                               | Parti action et solidarité                              | Parti action et solidarité                              | Parti action et solidarité                              | PAS                       | 774 753   | 52,80 | -     | 63     | 48            |  |  |
|                                               |                                                         | Parti des socialistes de la république de Moldavie      | Parti des socialistes de la république de Moldavie      | PSRM                      | 398 675   | 27,17 | 7,73  | 22     | 13            |  |  |
|                                               | Parti des communistes de la république de Moldavie      | Parti des communistes de la république de Moldavie      | PCRM                                                    | 10                        | 398 675   | 27,17 | 7,73  | 10     |               |  |  |
| Bloc électoral des communistes et socialistes | Bloc électoral des communistes et socialistes           | Bloc électoral des communistes et socialistes           | BECS                                                    | 32                        | 398 675   | 27,17 | 7,73  | 3      |               |  |  |
|                                               | Parti Șor                                               | Parti Șor                                               | Parti Șor                                               | PȘ                        | 84 187    | 5,74  | 2,58  | 6      | 1             |  |  |
|                                               | Bloc électoral Renato Usatîi                            | Bloc électoral Renato Usatîi                            | Bloc électoral Renato Usatîi                            | BERU                      | 60 100    | 4,10  | 1,08  | 0      | en stagnation |  |  |
|                                               | Plateforme vérité et dignité                            | Plateforme vérité et dignité                            | Plateforme vérité et dignité                            | DA                        | 34 184    | 2,33  | -     | 0      | 11            |  |  |
|                                               | Parti démocrate                                         | Parti démocrate                                         | Parti démocrate                                         | PDM                       | 26 545    | 1,81  | 21,81 | 0      | 30            |  |  |
|                                               | Démocratie chez soi                                     | Démocratie chez soi                                     | Démocratie chez soi                                     | PP DA                     | 21 257    | 1,45  | 1,13  | 0      | en stagnation |  |  |
|                                               | Construire l'Europe à la maison                         | Construire l'Europe à la maison                         | Construire l'Europe à la maison                         | PACE                      | 18 781    | 1,28  | Nv    | 0      | en stagnation |  |  |
|                                               | Congrès civil                                           | Congrès civil                                           | Congrès civil                                           | CC                        | 11 269    | 0,77  | Nv    | 0      | en stagnation |  |  |
|                                               | Alliance pour l'unité des Roumains                      | Alliance pour l'unité des Roumains                      | Alliance pour l'unité des Roumains                      | AUR                       | 7 216     | 0,49  | Nv    | 0      | en stagnation |  |  |
|                                               | Parti de l'unité nationale                              | Parti de l'unité nationale                              | Parti de l'unité nationale                              | PUN                       | 6 646     | 0,45  | Nv    | 0      | en stagnation |  |  |
|                                               | Parti moldave pour le développement et la consolidation | Parti moldave pour le développement et la consolidation | Parti moldave pour le développement et la consolidation | PDCM                      | 6 315     | 0,43  | Nv    | 0      | en stagnation |  |  |
|                                               | Mouvement professionnel                                 | Mouvement professionnel                                 | Mouvement professionnel                                 | MPSN                      | 2 814     | 0,19  | 0,01  | 0      | en stagnation |  |  |
|                                               | Parti du changement                                     | Parti du changement                                     | Parti du changement                                     | PS                        | 2 452     | 0,17  | Nv    | 0      | en stagnation |  |  |
|                                               | Parti du pouvoir populaire                              | Parti du pouvoir populaire                              | Parti du pouvoir populaire                              | PPO                       | 1 613     | 0,11  | Nv    | 0      | en stagnation |  |  |
|                                               | Parti des travailleurs                                  | Parti des travailleurs                                  | Parti des travailleurs                                  | POM                       | 1 467     | 0,10  | Nv    | 0      | en stagnation |  |  |
|                                               | Droit et justice                                        | Droit et justice                                        | Droit et justice                                        | PLD                       | 1 444     | 0,10  | Nv    | 0      | en stagnation |  |  |
|                                               | Nouvelle option historique                              | Nouvelle option historique                              | Nouvelle option historique                              | NOI                       | 1 431     | 0,10  | Na    | 0      | en stagnation |  |  |
|                                               | Parti des régions                                       | Parti des régions                                       | Parti des régions                                       | PRM                       | 1 264     | 0,09  | 0,17  | 0      | en stagnation |  |  |
|                                               | Parti vert écologiste                                   | Parti vert écologiste                                   | Parti vert écologiste                                   | PVE                       | 1 202     | 0,08  | 0,15  | 0      | en stagnation |  |  |
|                                               | Parti des patriotes de Moldavie                         | Parti des patriotes de Moldavie                         | Parti des patriotes de Moldavie                         | PPM                       | 892       | 0,06  | Nv    | 0      | en stagnation |  |  |
|                                               | Parti nouveau                                           | Parti nouveau                                           | Parti nouveau                                           | PPNOI                     | 197       | 0,01  | Nv    | 0      | en stagnation |  |  |
|                                               | Indépendant                                             | Indépendant                                             | Indépendant                                             | Indépendant               | 2 514     | 0,17  | 4,90  | 0      | 3             |  |  |
|                                               |                                                         |                                                         |                                                         |                           |           |       |       |        |               |  |  |
| Suffrages exprimés                            | Suffrages exprimés                                      | Suffrages exprimés                                      | Suffrages exprimés                                      | Suffrages exprimés        | 1 467 216 | 99,07 |       |        |               |  |  |
| Votes blancs et invalides                     | Votes blancs et invalides                               | Votes blancs et invalides                               | Votes blancs et invalides                               | Votes blancs et invalides | 13 749    | 0,93  |       |        |               |  |  |
| Total                                         | Total                                                   | Total                                                   | Total                                                   | Total                     | 1 480 965 | 100   | –     | 101    | en stagnation |  |  |
| Abstentions                                   | Abstentions                                             | Abstentions                                             | Abstentions                                             | Abstentions               | 1 571 638 | 51,49 |       |        |               |  |  |
| Inscrits / participation                      | Inscrits / participation                                | Inscrits / participation                                | Inscrits / participation                                | Inscrits / participation  | 3 052 603 | 48,51 |       |        |               |  |  |

### Par raion
| N°    | Raion        | %     | PAS   | BECS  | ȘOR   | BERU  | PPDA | PDM  | AUR  |
| ----- | ------------ | ----- | ----- | ----- | ----- | ----- | ---- | ---- | ---- |
| 1     | Chișinău     | 47,68 | 56,77 | 28,40 | 3,63  | 2,36  | 2,16 | 0,72 | 0,67 |
| 2     | Bălți        | 42,82 | 27,34 | 40,17 | 3,89  | 22,69 | 0,99 | 0,65 | 0,30 |
| 3     | Anenii Noi   | 42,68 | 50,17 | 29,51 | 5,67  | 2,59  | 3,03 | 3,30 | 0,54 |
| 4     | Basarabeasca | 37,34 | 40,76 | 35,31 | 7,57  | 4,73  | 2,02 | 2,39 | 0,44 |
| 5     | Briceni      | 41,29 | 25,49 | 50,77 | 8,82  | 5,95  | 1,52 | 1,78 | 0,21 |
| 6     | Cahul        | 39,71 | 53,55 | 29,63 | 4,15  | 2,65  | 1,49 | 0,86 | 0,68 |
| 7     | Cantemir     | 37,65 | 55,82 | 22,11 | 5,01  | 3,90  | 3,02 | 2,82 | 0,70 |
| 8     | Călărași     | 42,45 | 60,76 | 19,10 | 4,89  | 1,47  | 3,51 | 4,62 | 0,36 |
| 9     | Căușeni      | 42,30 | 52,99 | 26,52 | 5,18  | 1,74  | 3,31 | 3,17 | 0,36 |
| 10    | Cimișlia     | 39,24 | 56,19 | 24,59 | 4,22  | 1,70  | 2,58 | 4,69 | 0,34 |
| 11    | Criuleni     | 48,74 | 65,87 | 15,64 | 6,45  | 1,51  | 3,09 | 1,68 | 0,57 |
| 12    | Dondușeni    | 48,19 | 25,90 | 50,70 | 7,59  | 6,95  | 1,79 | 1,33 | 0,46 |
| 13    | Drochia      | 42,19 | 39,02 | 34,88 | 7,52  | 9,93  | 1,94 | 0,85 | 0,35 |
| 14    | Dubăsari     | 43,85 | 45,16 | 33,08 | 7,42  | 2,32  | 2,31 | 3,42 | 0,44 |
| 15    | Edineț       | 44,12 | 29,20 | 47,11 | 7,94  | 5,20  | 2,40 | 2,68 | 0,29 |
| 16    | Falești      | 43,66 | 36,53 | 31,77 | 6,41  | 15,15 | 1,27 | 4,13 | 0,28 |
| 17    | Florești     | 43,47 | 41,07 | 35,09 | 8,72  | 5,94  | 2,26 | 1,02 | 0,30 |
| 18    | Glodeni      | 42,56 | 33,08 | 34,02 | 7,85  | 10,39 | 1,79 | 8,09 | 0,37 |
| 19    | Hîncești     | 39,94 | 63,87 | 16,90 | 3,09  | 1,93  | 3,43 | 3,62 | 0,55 |
| 20    | Ialoveni     | 47,58 | 71,80 | 10,05 | 2,58  | 2,57  | 5,03 | 2,23 | 0,44 |
| 21    | Leova        | 41,03 | 54,26 | 24,76 | 5,06  | 4,39  | 2,58 | 2,38 | 0,43 |
| 22    | Nisporeni    | 40,58 | 65,95 | 14,49 | 3,22  | 2,26  | 3,64 | 3,02 | 0,59 |
| 23    | Ocnița       | 48,80 | 19,17 | 59,55 | 8,22  | 3,83  | 1,10 | 1,27 | 0,34 |
| 24    | Orhei        | 46,66 | 46,70 | 8,97  | 36,98 | 1,06  | 1,50 | 0,85 | 0,38 |
| 25    | Rezina       | 47,56 | 48,66 | 26,27 | 11,23 | 2,55  | 4,45 | 1,23 | 0,29 |
| 26    | Rîșcani      | 46,26 | 32,01 | 41,67 | 5,28  | 8,86  | 2,11 | 5,15 | 0,41 |
| 27    | Sîngerei     | 41,37 | 46,15 | 28,89 | 7,98  | 8,60  | 2,20 | 1,07 | 0,31 |
| 28    | Soroca       | 45,11 | 40,03 | 38,65 | 6,05  | 3,51  | 2,37 | 2,96 | 0,63 |
| 29    | Strășeni     | 44,10 | 67,55 | 15,48 | 3,03  | 1,90  | 2,80 | 2,51 | 0,60 |
| 30    | Șoldănești   | 45,72 | 40,64 | 28,79 | 10,43 | 3,21  | 2,83 | 7,48 | 0,36 |
| 31    | Ștefan Vodă  | 41,63 | 54,11 | 25,09 | 3,89  | 2,32  | 4,75 | 2,98 | 0,57 |
| 32    | Taraclia     | 42,30 | 6,52  | 58,05 | 28,24 | 1,24  | 0,24 | 0,72 | 0,31 |
| 33    | Telenești    | 44,37 | 59,59 | 13,01 | 9,34  | 1,22  | 8,29 | 3,01 | 0,37 |
| 34    | Ungheni      | 43,61 | 50,80 | 28,29 | 4,53  | 3,42  | 2,87 | 3,29 | 0,40 |
| 36    | Gagaouzie    | 36,87 | 4,14  | 80,75 | 4,86  | 3,15  | 0,15 | 0,55 | 0,03 |
| 35    | Transnistrie |       | 13,59 | 62,21 | 6,25  | 1,82  | 1,20 | 2,75 | 0,38 |
| 36    | Diaspora     |       | 86,23 | 2,47  | 0,59  | 2,78  | 1,75 | 0,34 | 0,62 |
| Total | Total        | 48,41 | 52,80 | 27,17 | 5,74  | 4,10  | 2,33 | 1,81 | 0,49 |

## Analyse et conséquences
Le Parti action et solidarité arrive largement en tête avec plus de la moitié des suffrages exprimés, contre moins d'un tiers pour le bloc prorusse des socialistes et communistes, arrivé deuxième. Outre ces deux formations, seul le Parti Sor parvient à franchir le seuil électoral nécessaire pour obtenir des sièges. Les résultats sont confirmés par la Cour constitutionnelle le 23 juillet.
La présidente Maia Sandu remporte ainsi son pari en s'assurant le contrôle du parlement, nécessaire pour la mise en œuvre de sa politique centrée sur la lutte contre la corruption et le rapprochement avec l'Union européenne.
La nouvelle législature tient sa session inaugurale le 26 juillet, présidée par le doyen des nouveaux députés, Édouard Smirnov. Igor Grosu est ensuite élu président du parlement le 29, la veille de la nomination par Maia Sandu de Natalia Gavrilița au poste de Premier ministre. Cette dernière reçoit la confiance du parlement par 61 voix sur 101 le 6 août.

Parti arrivé en tête par raïon.
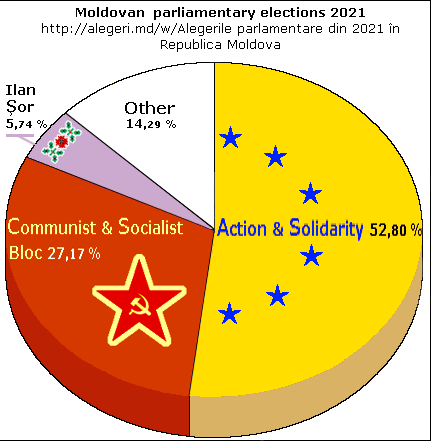
Diagramme du résultat des élections législatives moldaves de 2021.